# Celina Caesar-Chavannes
Celina Caesar-Chavannes, née le 24 juin 1974 en Grenade, est une entrepreneure, écrivaine et femme politique canadienne.
Elle est la députée représentant la circonscription de Whitby à la Chambre des communes du Canada sous la bannière du Parti libéral du Canada de l'élection fédérale de 2015 à mars 2019 et comme députée indépendante le reste de son mandat de mars à octobre 2019.

## Biographie
Née le 24 juin 1974 en Grenade, Celina Caesar-Chavannes se présente sous la bannière du Parti libéral du Canada à l'élection partielle du 17 novembre 2014 dans la circonscription de Whitby—Oshawa, tenue à la suite de la démission de Jim Flaherty le 18 mars de la même année. Elle termine deuxième, battue par la candidate conservatrice Pat Perkins.
L'année suivante, elle se présente dans la nouvelle circonscription de Whitby lors des élections générales fédérales et remporte le scrutin contre Pat Perkins, la députée sortante de Whitby—Oshawa.
Elle est nommée secrétaire parlementaire du premier ministre en décembre 2015 et occupe ce poste jusqu'au 28 janvier 2017, date à laquelle elle devient secrétaire parlementaire du ministre du Développement international, poste qu'elle occupe jusqu'au 31 août 2018.
Le 2 mars 2019, Caesar-Chavannes annonce qu'elle ne se représentera pas aux élections d'octobre et près de trois semaines plus tard, le 20 mars, le premier ministre annonce qu'elle a décidé de quitter le caucus libéral et de siéger comme indépendante